# Оптичне товариство
Опти́чне товари́ство (OSA) (англ. The Optical Society, OSA) — міжнародне наукове співтовариство, об'єднує науковців, інженерів, викладачів, студентів та представників бізнесу, що працюють в галузі оптики і фотоніки. Своє завдання бачить у тому, щоб сприяти розвитку наукових досліджень, практичному використанню їх результатів та поширенню знань у всьому світі. Цілі товариства мають науковий, технічний та освітній характер.
У 2022 році кількість членів організації перевищувала 22 000 осіб з понад 100 країн світу. Приблизно 52 % членів товариства і близько 70 % авторів статей, що публікуються в журналах, які видаються товариством, проживають поза межами США. Понад двісті компаній є корпоративними членами товариства.
Організацію було засновано у 1916 році в Рочестері, штат Нью-Йорк, США, під назвою «The Optical Society of America». У 2008 році у зв'язку з розширенням міжнародної діяльності вона стала називатись «The Optical Society (OSA)», скорочено — «Optica».

## Студентські підрозділи OSA
Станом на 2022 рік OSA налічує понад 400 студентських підрозділів (OSA Student Chapter) у понад 50 країнах, що об'єднали понад 7000 членів
.

## Діяльність
Незабаром після свого заснування OSA починає публікувати наукові журнали з результатами досліджень у галузі чистої та прикладної оптики та суміжних дисциплін. Організовуються щорічні семінари та конференції.
Товариство займається присудженням таких нагород
- Медаль Фредеріка Айвза — найвища нагорода Товариства
- Медаль Естер Гоффман Беллер[en]
- Премія Макса Борна
- Stephen D. Fantone Distinguished Service Award
- Michael Stephen Feld Biophotonics Award
- Paul F. Forman Team Engineering Excellence Award[en]
- Joseph Fraunhofer Award/Robert M. Burley Prize
- The Joseph W. Goodman Book Writing Award
- Премія Ніка Голоняка[11]
- Robert E. Hopkins Leadership Award
- Edwin H. Land Medal[de]
- Sang Soo Lee Award
- Emmett N. Leith Medal
- Ellis R. Lippincott Award[en]
- Adolph Lomb Medal[de]
- C.E.K. Mees Medal
- William F. Meggers Award[en]
- David Richardson Medal[en]
- Edgar D. Tillyer Award
- Медаль Чарлза Гарда Таунса[12]
- OSA Treasurer's Award
- Премія Джона Тиндаля[en]
- Премія Герберта Вальтера[de]
- Премія Р. В. Вуда

## Президенти OSA
- 1916−1917: Perley G. Nutting[en]
- 1918−1919: Frederick Eugene Wright[en]
- 1920: Floyd K. Richtmyer[en]
- 1921: James P. C. Southall[en]
- 1922−1923: Leonard T. Troland[en]
- 1924−1925: Herbert E. Ives[en]
- 1926−1927: William E. Forsythe[en]
- 1928−1929: Irwin G. Priest[en]
- 1930−1931: Loyd A. Jones[en]
- 1932: Eugene C. Crittenden[en]
- 1933−1934: Wilbur B. Rayton[en]
- 1935−1936: Arthur C. Hardy[en]
- 1937−1938: Roswell Clifton Gibbs[en]
- 1939−1940: Kasson S. Gibson[en]
- 1941−1942: Archie G. Worthing[en]
- 1943−1944: August H. Pfund[en]
- 1945−1946: George R. Harrison[en]
- 1947−1948: Rudolf Kingslake[en]
- 1949−1950: William F. Meggers[en]
- 1951−1952: Brian O'Brien[en]
- 1953−1954: Deane B. Judd[en]
- 1955−1957: Ralph A. Sawyer[en]
- 1958: Irving C. Gardner[en]
- 1959: John D. Strong[en]
- 1960: James G. Baker[en]
- 1961: Wallace R. Brode[en]
- 1962: David MacAdam[en]
- 1963: Stanley S. Ballard[en]
- 1964: Richard C. Lord[en]
- 1965: Seibert Q. Duntley[en]
- 1966: Van Zandt Williams[en]
- 1967: John A. Sanderson[en]
- 1968: Arthur F. Turner[en]
- 1969: Karl G. Kessler[en]
- 1970: W. Lewis Hyde[en]
- 1971: Bruce H. Billings[en]
- 1972: Еден Мейнел[en]
- 1973: Robert E. Hopkins[en]
- 1974: F. Dow Smith[en]
- 1975: Артур Леонард Шавлов
- 1976: Boris P. Stoicheff[en]
- 1977: Peter Franken[en]
- 1978: Emil Wolf[en]
- 1979: Dudley Williams[en]
- 1980: Warren J. Smith[en]
- 1981: Anthony J. DeMaria[en]
- 1982: Robert P. Madden[en]
- 1983: Kenneth M. Baird[en]
- 1984: Donald R. Herriott[en]
- 1985: Robert R. Shannon[en]
- 1986: Jean M. Bennett[en]
- 1987: Robert G. Greenler[en]
- 1988: William B. Bridges[en]
- 1989: Herwig Kogelnik[en]
- 1990: Richard L. Abrams[en]
- 1991: John N. Howard[en]
- 1992: Joseph W. Goodman[en]
- 1993: Elsa M. Garmire[en]
- 1994: Robert L. Byer[en]
- 1995: Tingye Li[en]
- 1996: Duncan T. Moore[en]
- 1997: Janet S. Fender[en]
- 1998: Gary C. Bjorklund[en]
- 1999: Anthony E. Siegman[en]
- 2000: Erich P. Ippen[en]
- 2001: Richard C. Powell[en]
- 2002: Anthony M. Johnson[en]
- 2003: G. Michael Morris[en]
- 2004: Peter L. Knight[en]
- 2005: Susan Houde-Walter[en]
- 2006: Eric Van Stryland[en]
- 2007: Joseph H. Eberly[en]
- 2008: Rod C. Alferness[en]
- 2009: Thomas M. Baer[en]
- 2010: James C. Wyant[en]
- 2011: Christopher Dainty[en]
- 2012: Tony Heinz
- 2013: Донна Стрікленд
- 2014: Philip H. Bucksbaum[en]
- 2015: Philip St. John Russell[en]
- 2016: Alan E. Willner[en]
- 2017: Eric Mazur[en]
- 2018: Ian Walmsley[en]
- 2019: Урсула Гібсон
- 2020: Stephen D. Fantone[en]
- 2021: Constance J. Chang-Hasnain[en]